# Crawlspace (film, 2022)
Ne doit pas être confondu avec Crawlspace.
 (novembre 2022).
Si vous disposez d'ouvrages ou d'articles de référence ou si vous connaissez des sites web de qualité traitant du thème abordé ici, merci de compléter l'article en donnant les références utiles à sa vérifiabilité et en les liant à la section « Notes et références ».
Pour plus de détails, voir Fiche technique et Distribution.
Crawlspace est un film américain réalisé par L. Gustavo Cooper et sorti en 2022.

## Fiche technique
- Titre original : Crawlspace
- Réalisation :  L. Gustavo Cooper
- Scénario :Jacob D. Wehrman
- Décors : Elliott Vion
- Costumes : Valerie Halverson
- Photographie :
- Montage :
- Musique :
- Producteurs :
- Sociétés de production :
- Sociétés de distribution :
- Budget :
- Pays d'origine :  États-Unis
- Langue originale : anglais
- Genre : thriller
- Durée :
- Dates de sortie :

## Distribution
- Henry Thomas (VF : Sylvain Agaësse) : Robert Mitchell
- Bradley Stryker (VF : Vincent Bonnasseau) : Sterling
- C. Ernst Harth (en) (VF : Julien Chatelet) : Dooley
- Olivia Taylor Dudley (VF : Charlyne Pestel) : Carrie Mitchell, l'épouse de Robert
- Catherine Lough Haggquist (VF : Daria Levannier) : l'agente du F.B.I. Helen Masur
- Jennifer Robertson (VF : Sophie Planet) : l'adjointe du shérif Jordan Pacer
- Joe Costa (VF : Patrice Melennec) : le shérif Wade Higgon
- Colin Decker : Tim Witner
- Andrei Kovski : Vladimir Popov
- Charles Jarman : Jeff
- Fletcher Donovan : Gerald Simmons
- Justin Lacey : un policier

 Source et légende : version française (VF) sur RS Doublage et carton du doublage français.